# Nokia Lumia 820
Nokia Lumia 820 – smartfon z serii Lumia produkowany przez fińską firmę Nokia, zaprezentowany we wrześniu 2012 roku podczas Nokia World w Helsinkach jako następca modelu Lumia 800. Działa pod kontrolą systemu operacyjnego Windows Phone 8.

## Specyfikacja

### Aparat
W Lumii 820 zastosowano optykę ZEISSA z matrycą 1/3,2 cala o rozmiarze 8,7 megapikseli, przesłonie f/2.2 wspomaganą przez autofocus oraz podwójną diodę LED. Aparat jest sterowany dwustopniowym spustem migawki, dysponuje również 4 krotnym zbliżeniem cyfrowym. Rozdzielczość wykonanych zdjęć to 3264 na 2448 pikseli. Filmy nagrywane tym telefonem mają jakość 1080p (Full HD).

### Wygląd
Telefon wykonano z poliwęglanu. Głośnik słuchawkowy, czujnik zbliżeniowy, czujnik oświetlenia zewnętrznego, kamerę umieszczono nad wyświetlaczem. Pod nim znajdują się trzy pojemnościowe przyciski charakterystyczne dla systemu Windows Phone, czyli wstecz, start i szukaj. Lewa krawędź obudowy pozbawiona jest jakichkolwiek elementów funkcyjnych. Na prawym boku znajduje się klawisz służący do regulacji głośności, przycisk blokady ekranu (włącznik) oraz dwustopniowy spust migawki, a na dole obudowy umieszczono głośnik oraz port micro USB. Gniazdo mini jack ulokowano na górnej krawędzi. Z tyłu telefonu zainstalowano aparat cyfrowy oraz podwójną diodę LED.

### Podzespoły
Urządzenie napędza dwurdzeniowy Qualcomm Snapdragon S4 taktowany zegarem o częstotliwości 1,5 GHz. Procesor jest wspomagany 1 GB pamięci operacyjnej (RAM). Pamięć dostępna dla użytkownika to około 8 GB oraz bezpłatne 7 GB pamięci w chmurze. Możliwe jest jej rozszerzenie przez kartę micro SD o pojemności do 64 GB. Ekran zastosowany w tym telefonie ma przekątną 4,3 cala. Został wykonany w technologii AMOLED z wykorzystaniem autorskich funkcji SuperSensitive i ClearBlack. Jego rozdzielczość to 480 na 800 pikseli. Smartfon wyposażono w moduły Bluetooth, NFC i WiFi. Obsługuje również łączność LTE. Zastosowana bateria litowo-jonowa ma pojemność 1650 mAh. Możliwe jest jej bezprzewodowe ładowanie przez użycie odpowiedniej obudowy oraz ładowarki (Qi).

## Oprogramowanie
Nokia Lumia 820 pracuje pod kontrolą systemu Microsoft Windows Phone 8 z dodatkiem Lumia Black. Preinstalowane są programy takie jak: Kalkulator, Zegar, Kalendarz, Budzik, Przypomnienia, Spis telefonów, Zadania, Pokój rodzinny, Kącik dziecięcy, OneNote, Sieci społecznościowe w książce telefonicznej, Portfel. Dodatkowo smartfon wyposażono w podstawowe oprogramowanie biurowe – Excel, Word, PowerPoint i Lync oraz nawigację HERE Maps oraz inne aplikacje wykorzystujące połączenie GPS i rozszerzoną rzeczywistość np. Nokia Miasto w Obiektywie. Dodatek ''Lumia Black'' umożliwia korzystanie z kilku autorskich rozwiązań Nokii – Glance, Camera, Storyteller czy Beamer. Użytkownik może dodatkowo pobierać aplikacje i gry ze sklepu Nokii bądź Marketplace.

## Modele pokrewne

### Nokia Lumia 810
Telefon produkowany specjalnie dla amerykańskiego oddziału T-Mobile, który niewiele różni się specyfikacją od Lumii 820. Do zmian można zaliczyć przednią kamerę 1,3 megapiksela oraz baterię 1800 mAh. Wymiary urządzenia to 127.8 × 64.8 x 10.9 mm, a masa jest równa 145 gramów. Lumia 810 sprzedawana jest wyłącznie w czarnym kolorze, ale producent oferuje wymienną obudowę w kolorze niebieskim, określonym jako cyjan, która może dodać funkcję bezprzewodowego ładowania baterii.

### Nokia Lumia 822
Telefon produkowany specjalnie dla amerykańskiej sieci Verizon, który niewiele różni się specyfikacją od Lumii 820. Do zmian można zaliczyć przednią kamerę 1,3 megapiksela, baterię 1800 mAh i ekran, który wykonano w technologii LCD. Wymiary urządzenia to 127,8 × 64,8 × 11,2 mm, a masa wynosi 142 gramów. Lumia 822 sprzedawana jest w czterech kolorach – czarnym, białym, szarym i czerwonym.